# Freedb
Freedb è un database contenente liste di brani di compact disc, i cui contenuti sottostanno alle regolamentazioni della GNU General Public License.
Era originariamente basato su di un altro database, il CDDB (Compact Disc DataBase), che più tardi fu commercializzato. Al 24 aprile 2006, il database è utilizzato da oltre 2 milioni di CD. Per cercare informazioni sul CD su Internet, un client elabora una ID disco quasi totalmente unica, e poi esamina il database. Se il disco è nel database, il client è in grado di recuperare e mostrare l'artista, il titolo dell'album, la lista dei brani ed alcune informazioni musicali.

## Sviluppo
Il software originale del CDDB era stato distribuito sotto la GNU General Public License, e molte persone avevano inserito le informazioni sui propri CD senza farsi pagare nulla, pensando che il servizio sarebbe rimasto gratis. La licenza venne però in seguito cambiata, e alcuni programmatori si lamentarono che la nuova licenza includeva alcuni termini di contratto che non potevano accettare: se uno avesse voluto accedere al CDDB, non gli era permesso visualizzare altri database simili (come freedb), e ogni programma utilizzante una ricerca CDDB doveva mostrare il logo CDDB mentre effettuava la ricerca.
Nel marzo 2001 CDDB bandì tutte le applicazioni senza licenza dall'accesso al loro database. Nuove licenze per CDDB1 (la versione originale di CDDB) non erano più disponibili, poiché Gracenote voleva obbligare i programmatori a cambiare con CDDB2 (una nuova versione incompatibile con CDDB1 e quindi con freedb).
Il cambio di licenza motivò il progetto freedb, che è intenzionato a rimanere gratis e libero.
Il 1º luglio 2006, due dei principali sviluppatori di freedb si sono licenziati. Nonostante questo abbia creato molta preoccupazione sul futuro del progetto, il 7 luglio 2006 è stato annunciato che erano in corso alcuni piani che avrebbero quasi sicuramente trovato un nuovo posto per freedb, e che avrebbe continuato ad operare come prima.
Il 4 ottobre 2006, il proprietario di freedb ha annunciato che la MAGIX aveva acquisito freedb.
Un altro progetto partì dal cambio di licenza (e da allora si è espanso dall'essere un semplice database di CD), chiamato MusicBrainz.
Freedb viene utilizzato principalmente nei cataloghi dei lettore multimediale, negli etichettatori audio e nei software di estrazione audio. Dalla versione 6 del protocollo freedb, questo accetta e restituisce dati UTF-8.
Il servizio è stato chiuso il 31 marzo 2020, e attualmente il sito freedb.org rimanda a quello di MAGIX .
I software che usava freedb per identificare i CD audio possono essere configurati per usare gnudb o altre alternative (ad esempio sul forum hydrogenaud.io viene suggerito di usare il database freedb sul sito dbpoweramp ,http://freedb.dbpoweramp.com:80/~cddb/cddb.cgi Archiviato il 31 gennaio 2021 in Internet Archive.)